# Zlatko Kramarić
Zlatko Kramarić (Osijek, 5. veljače 1956.) je hrvatski političar, bivši gradonačelnik Osijeka.

## Životopis
Završio je Filozofski fakultet u Zagrebu.

### Politička karijera
Politikom se počeo baviti 1990. kada je bio kandidat HDZ-a za osječkog gradonačelnika. Nakon pobjede na izborima postao je prvi nekomunistički i demokratski izabrani gradonačelnik Osijeka nakon 1945.
Dužnost osječkog gradonačelnika obnašao je do 2005., s prekidom od 1992. do 1993., zbog čega je najdugovječniji osječki gradonačelnik.
Godine 1992. prelazi u HSLS i kao njegov kandidat pobijedio 1993. na izborima za osječkog gradonačelnika.
Godine 1997., nakon raskola u HSLS-u prešao je u LS, u kojem je ostao do 2006. kada su se dvije stranke ponovno ujedinile. U nekoliko navrata je bio predsjednikom LS-a.
Godine 2009. postao je prvim veleposlanikom Republike Hrvatske na Kosovu. 2010. je zbog svoje kolumne u kojoj je "neprimjereno" govorio o kosovskim političarima izazvao međunarodni skandal. Od 2011. je veleposlanik Republike Hrvatske u Republici Makedoniji.